# Acalypha tabascensis
Acalypha tabascensis é uma espécie de flor do gênero Acalypha, pertencente à família Euphorbiaceae.